# 시마 과장의 등장인물
시마 과장의 등장인물은 시마 과장의 등장인물에 대한 것이다.

## 시마 과장
본 작의 주인공. 신입사원으로 입사해 여러 직위를 거친다. 그의 특기는 영어실력이다. 현재 권에서는 사장으로 승진했다. 일본의 유수의 전자기업을, 테코트로 개명했다. 한국기업과의 싸움에서 고전하고 있다. 그는 한국 정부의 지원을 받는 삼성을 가장 힘들어한다.